# Lucy Turnbull
Lucy Turnbull (30 mars 1958) est une femme d'affaires et  personnalité politique australienne, première femme à occuper le poste de maire de Sydney lors de son élection en 2003.